# Mezinárodní den původního obyvatelstva
Mezinárodní den původního obyvatelstva (anglicky International Day of the World's Indigenous Peoples) je připomínán každoročně 9. srpna na podporu a ochranu práv světového domorodého obyvatelstva. Tento den se rovněž uznávají úspěchy a přínosy, které domorodí lidé dělají pro zlepšení světových problémů, jako je ochrana životního prostředí. Tento mezinárodní den byl vyhlášen Valným shromážděním Organizace spojených národů v prosinci 1994. 
Po uplynutí prvního Mezinárodního desetiletí původního obyvatelstva (1995–2004) v roce 2004 vyhlásilo Valné shromáždění druhou mezinárodní dekádu na období 2005–2015, na téma Deset let pro akci a důstojnosti. V tento den lidé z různých zemí vyzývají k účasti šíření poselství Organizace spojených národů k domorodým národům. Poselství se šíří formou vzdělávacích fór či jiných setkání.
Rozhodnutím 49/214 ze dne 23. prosince 1994 přijalo Valné shromáždění Organizace spojených národů rozhodnutí, že Mezinárodní den původního obyvatelstva se bude konat každoročně 9. srpna během Mezinárodního desetiletí původního obyvatelstva. 